# Юхименко Іван Якович
Іва́н Я́кович Юхи́менко (2 (14) жовтня 1892, Харків — 6 лютого 1943, Казань) — український актор, режисер і педагог. Заслужений артист УРСР (1935).

## Біографія
Родом з Харкова; там дебютував 1914 на сцені міського театру.
Працював у «Молодому театрі» Леся Курбаса.
31 серпня 1922 року в Харкові утворено молодіжний драматичний театр «Наш шлях» з етнографічним ухилом, фундатором став Юхименко — головний режисер Українського державного драматичного театру ім. І. Франка.
Згодом викладач Харківського музично-драматичного інституту (1925—1927) і режисер Театру для дітей (1924—1925), режисер Полтавського театру української драми імені І. П. Котляревського (1926—1928), далі в Дніпропетровському театрі імені Тараса Шевченка (1928—1930), Харківському театрі Ленінського Комсомолу (1931), Одеському (1933—1937) і Харківському (1937—1938) театрах Революції.
З 1940 року — художній керівник Чернівецького державного українського драматичного театру.
Там разом з дружиною й іншими акторами відвідав Ольгу Кобилянську. Іван Якович розповів письменниці про творчі плани театру.
З початком нацистсько-радянської війни разом з театром переїхав у Харків, а пізніше евакуйований далі на схід. З 1943 року у Єлабузі (Татарська АРСР).
Репресований. Помер у Казані. За іншими даними, Іван Юхименко разом з дружиною і дітьми був спалений живцем разом з іншими політичними в'язнями Харківської в'язниці під час відступу з міста частин Червоної армії у 1941 році..
Натомість, за словами доньки Ярослави, що проживає зараз у Харкові, Іван Якович помер у Казані у 1943 році, а не був спалений з жінкою та дітьми у 1941 році у харківській в'язниці (уточнення обставин смерті внесені за проханням доньки. 28.03.2019).

## Творчість
Вистави:
- «По зорі» Володимира Ґжицького (1924),
- «Павло Греков» Бориса Войтехова і Леоніда Ленча (1931),
- «Диктатура» Івана Микитенка (1929),
- «Загибель ескадри» Олександра Корнійчука (1933),
- «Республіка на колесах» Якова Мамонтова,
- «Отелло» Вільяма Шекспіра,
- «Сорочинський ярмарок» за Миколою Гоголем та інші.